# سرنگونی قسطنطنیه
سرنگونی قسطنطنیه (به فنلاندی: Johannes Angelos) نام رمانی است که توسط میکا والتاری، نویسندهٔ اهل فنلاند نوشته شده‌است.